# Mateo Garralda Larumbe
Mateo Garralda Larumbe (Burlada, Navarra, 1 de desembre de 1969) és un exjugador i entrenador d'handbol navarrès, guanyador de dues medalles olímpiques.
Després d'una trajectòria esportiva on jugà als principals equips d'handbol espanyols, al juny del 2012 es va retirar a l'AD Ciudad de Guadalajara, esdevenint el seu entrenador.
Va participar, als 22 anys, en els Jocs Olímpics d'Estiu de 1992 celebrats a Barcelona (Catalunya), on va aconseguir guanyar un diploma olímpic en finalitzar cinquè en la competició masculina d'handbol amb la selecció espanyola. En els Jocs Olímpics d'Estiu de 1996 realitzats a Atlanta (Estats Units), on va aconseguir guanyar la medalla de bronze, un metall que repetí en els Jocs Olímpics d'Estiu de 2000 realitzats a Sydney. Als Jocs Olímpics d'Estiu de 2004 realitzats a Atenes va aconseguir guanyar un nou diploma olímpic en finalitzar setè en la competició masculina.
Al llarg de la seva carrera ha guanyat una medalla en el Campionat d'Europa i quatre medalles en el Campionat d'Europa.

## Palmarès
- Lliga ASOBAL: 1996, 1997, 1998 i 1999
- Copa del Rei: 1997 i 1998
- Copa ASOBAL: 1995 i 1996
- Supercopa d'Espanya d'handbol: 1993, 1997 i 1998
- Copa d'Europa d'handbol: 1994, 1996, 1997, 1998, 1999 i 2001
- Recopa d'Europa d'handbol: 1995 i 2000
- Copa EHF: 1993
- Supercopa d'Europa d'handbol: 1996, 1997, 1998 i 2000
- Lliga danesa: 2009